# Heuilley-Cotton
Ne doit pas être confondu avec Heuilley-le-Grand.
Heuilley-Cotton est une ancienne commune française située dans le département de la Haute-Marne, en région Grand Est.
Le 1er janvier 2016, elle devient commune déléguée de la nouvelle commune de Villegusien-le-Lac.

## Géographie
Le village d'Heuilley-Cotton se trouve dans le sud haut-marnais. Il fait partie du canton de Villegusien-le-Lac, de la communauté de communes d'Auberive Vingeanne et Montsaugeonnais et appartient à l'arrondissement de Langres. C'est un village rural situé à 6 km de la route nationale 74 (Langres / Dijon), à 12 km de Langres, à 6 km de Chalindrey au pied de la côte Sainte-Anne et de Vernois, sur le ruisseau Saint-Hubert qui deviendra le ru de Chassigny, affluent de la Vingeanne. Autrefois ce ruisseau faisait tourner deux moulins, l'un situé à la sortie nord-ouest du village -la rue porte le nom de rue du moulin-, l'autre détruit avant la Révolution s'appelait le moulin du Soc et était situé à quelques centaines de mètres du village au sud-est.
Le territoire est de 1 009 hectares (10,09 km2). Il est traversé par les routes D 26, D 241 et D 122, la voie ferrée de Dijon à Culmont-Chalindrey et le canal de la Marne à la Saône (devenu le canal entre Champagne et Bourgogne).
Autrefois les coteaux plantés de vignes, entre autres ceux de « Grigot » (point culminant avec 407 mètres), produisaient un vin estimé. Les vignes ont complètement disparu faisant place aux bois des particuliers ou aux pâturages.

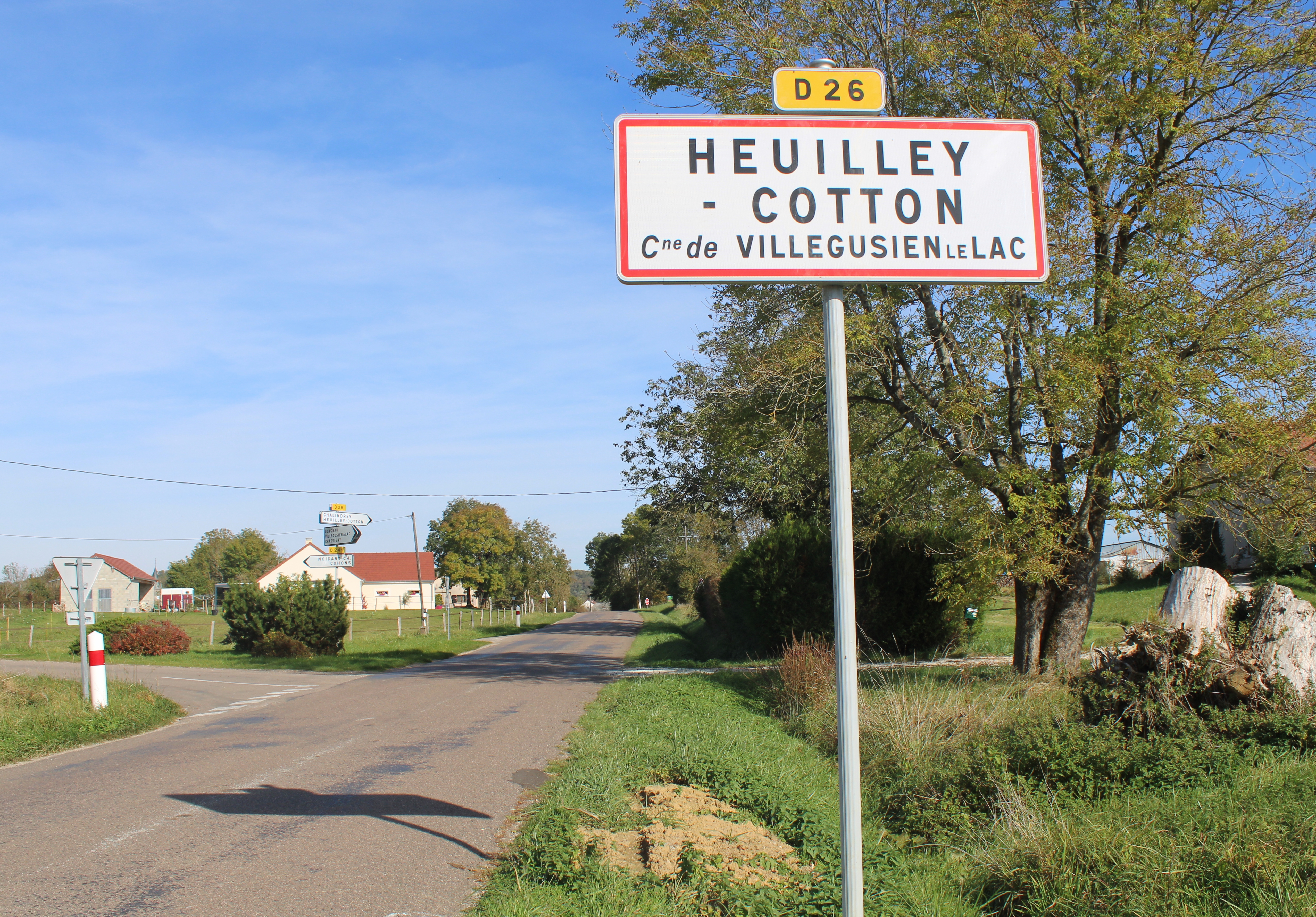
Entrée du village.

### Communes limitrophes
| Cohons                              | Noidant-Chatenoy |                   |
|                                     | Heuilley-Cotton  |                   |
| Percey-le-Pautel Villegusien-le-Lac | Chassigny        | Heuilley-le-Grand |

## Toponymie
L'étymologie est incertaine. Oylleio Coton en 1201, Yleyo Coton en 1216 Eulleium Coton en 1225, Euilleyum Cotho au XIVe siècle, Eully Cothon en 1498, Heuilley Coton en 1675, Hulleyum, Huilleyum apud Cothonem... La première partie proviendrait du patronyme Ullius ou Ollius, suivi du suffixe -acum désignant un domaine. Il s'agirait donc d'une villa gallo-romaine, domaine d'Ullius ou Ollius. C'est pour le distinguer d'Heuilley-le-Grand qu'on a ajouté à son nom celui du village voisin, Cohons, en latin du Moyen Âge, Cotho. Homonyme de Heuilley, Huillé, Huilly, Euilly, Œuilly, etc.

## Histoire[3]
Le village ressortissait à la généralité de Champagne et pour le temporel à l'élection et au bailliage de Langres. La seigneurie appartenait au chapitre de la cathédrale qui percevait les dîmes. Le château fort d'Heuilley-Cotton, construit vers le XIIIe siècle, ayant été occupé par les ennemis, fut repris par les Langrois sous le règne de Charles VI et détruit, comme plusieurs autres des environs. Son emplacement diverge. Il était soit sur une butte au milieu du village appelée « le ressort », soit en bas du village (où se trouve d'ailleurs sur l'ancien cadastre, la rue du château). Quel qu'ait été son emplacement, il fut ensuite reconstruit et habité durant quelque temps par les gouverneurs de Langres. Il était entouré de fossés remplis d'eau. Enfin au début du XIXe siècle, on a trouvé, dans le village même, cinq cercueils en chêne de douze centimètres d'épaisseur, placés à cinq mètres de profondeur. Ils renfermaient des ossements humains près desquels on a trouvé dans l'un une vieille crosse d'évêque, et dans l'autre une épée oxydée. Ces trouvailles se sont rééditées il y a quelques années quand un habitant qui touche cette butte a voulu agrandir sa maison en entamant le versant est « du ressort ». Il a eu la surprise de trouver six squelettes de grande taille, bien empilés mais sans cercueil avec des dents intactes très blanches.
En 1750, on comptait 80 feux et 340 communiants. L'église dédiée à saint Loup, du doyenné de Moge, était le siège d'une cure à la collation du chapitre de Langres, avec Noidant-Chatenoy pour succursale. Le chapitre possédait cette église dès le XIIe siècle.

#### Carte de Cassini
|  |  |

La carte de Cassini ci-dessus montre qu'au XVIIIè siècle, Heuilley-Cotton, qui s'écrit Heuilley-Cotthon, est une paroisse située sur la rive droite de la Vingeanne. Ce cours d'eau sert actuellement à alimenter le canal entre Champagne et Bourgogne.

Au sud, sur la Vingeanne est représenté le moulin à eau du Socq  aujourd'hui disparu.

### Liste des maires

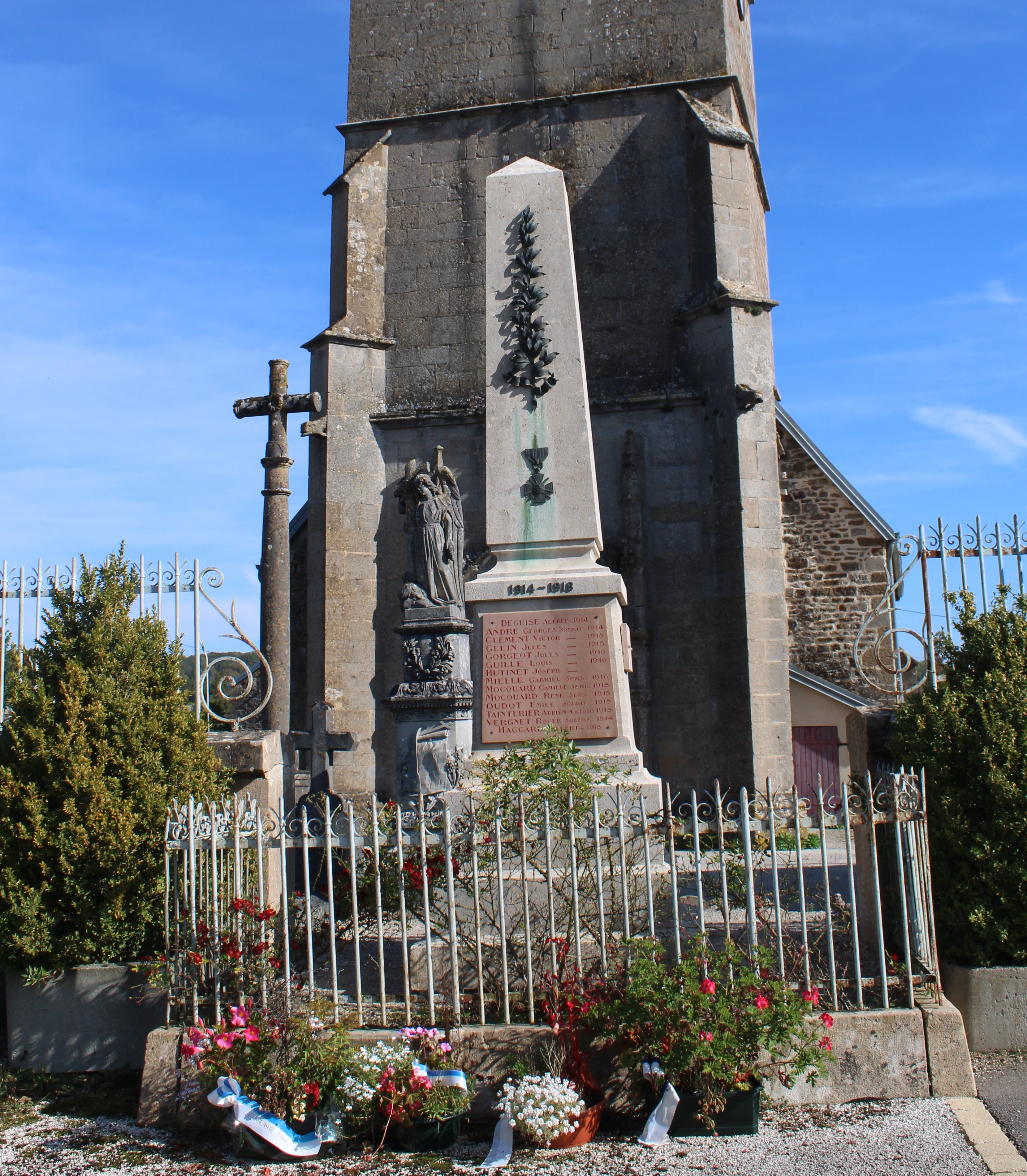
Le monument aux morts.

## Population et société

### Démographie

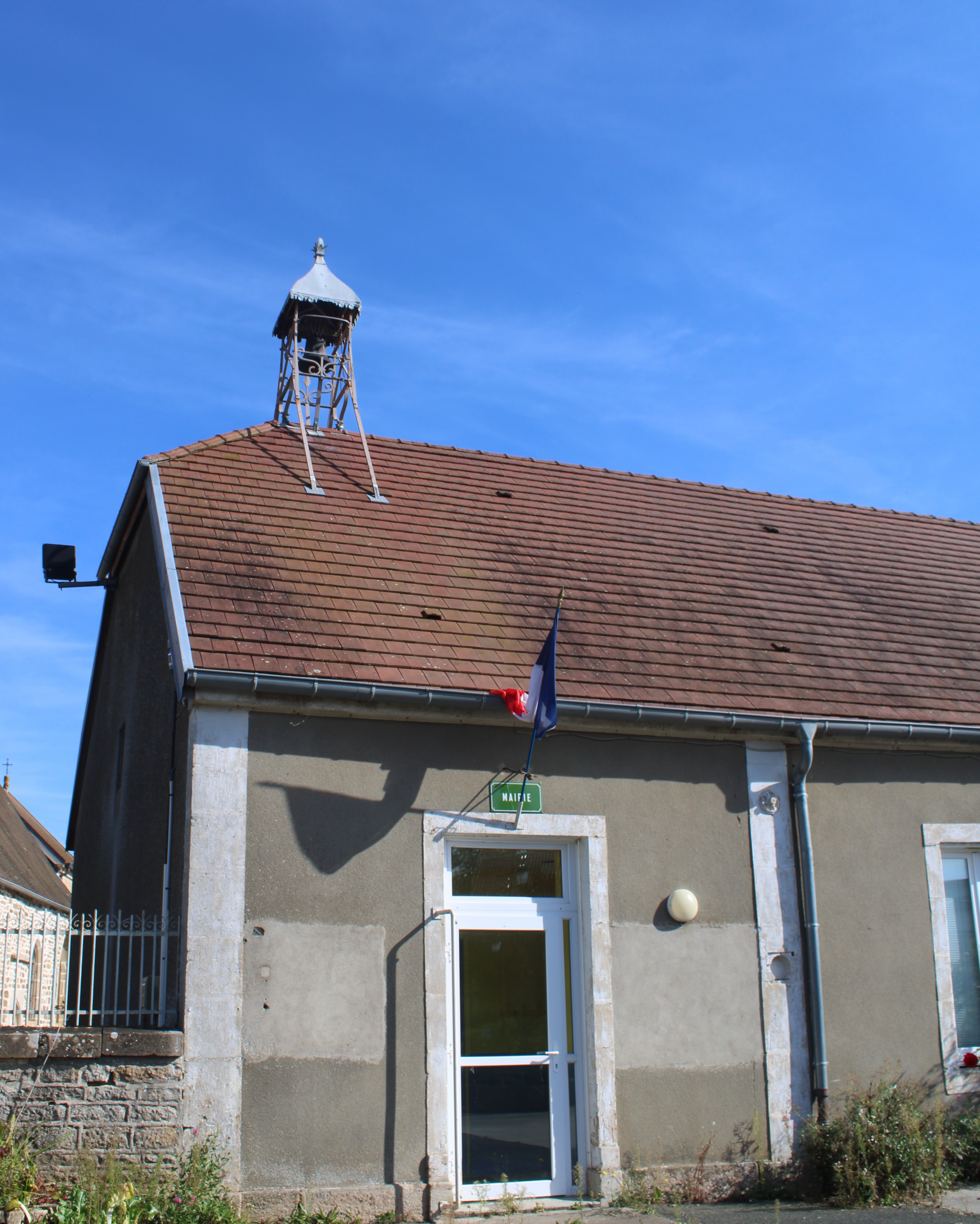
La mairie annexe surmontée de son campanile.

L'évolution du nombre d'habitants est connue à travers les recensements de la population effectués dans la commune depuis 1793. À partir du 1er janvier 2009, les populations légales des communes sont publiées annuellement dans le cadre d'un recensement qui repose désormais sur une collecte d'information annuelle, concernant successivement tous les territoires communaux au cours d'une période de cinq ans. 
Pour les communes de moins de 10 000 habitants, une enquête de recensement portant sur toute la population est réalisée tous les cinq ans, les populations légales des années intermédiaires étant quant à elles estimées par interpolation ou extrapolation. Pour la commune, le premier recensement exhaustif entrant dans le cadre du nouveau dispositif a été réalisé en 2006,.
En 2013, la commune comptait 279 habitants, en évolution de +2,57 % par rapport à 2008 (Haute-Marne : −2,45 %, France hors Mayotte : +2,49 %).
| 1793 | 1800 | 1806 | 1821 | 1831 | 1836 | 1841 | 1846 | 1851 |
| ---- | ---- | ---- | ---- | ---- | ---- | ---- | ---- | ---- |
| 500  | 485  | 519  | 503  | 506  | 545  | 531  | 517  | 531  |

| 1856 | 1861 | 1866 | 1872 | 1876 | 1881 | 1886 | 1891 | 1896 |
| ---- | ---- | ---- | ---- | ---- | ---- | ---- | ---- | ---- |
| 477  | 477  | 500  | 476  | 495  | 905  | 501  | 432  | 423  |

| 1901 | 1906 | 1911 | 1921 | 1926 | 1931 | 1936 | 1946 | 1954 |
| ---- | ---- | ---- | ---- | ---- | ---- | ---- | ---- | ---- |
| 630  | 380  | 342  | 318  | 290  | 274  | 282  | 326  | 282  |

| 1962 | 1968 | 1975 | 1982 | 1990 | 1999 | 2006 | 2011 | 2013 |
| ---- | ---- | ---- | ---- | ---- | ---- | ---- | ---- | ---- |
| 309  | 269  | 270  | 272  | 307  | 270  | 272  | 279  | 279  |

## Culture locale et patrimoine

### L'église

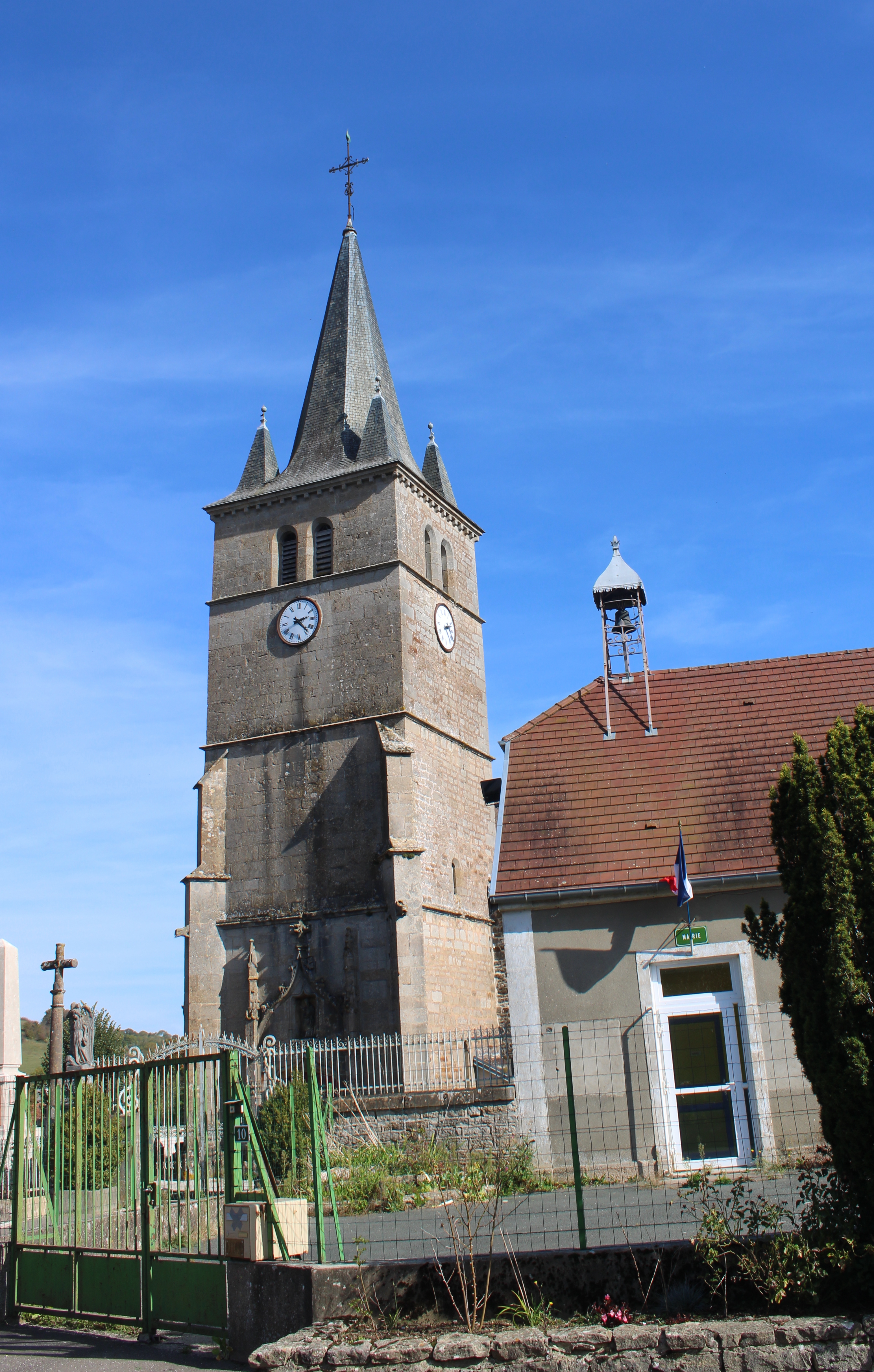
L'église.
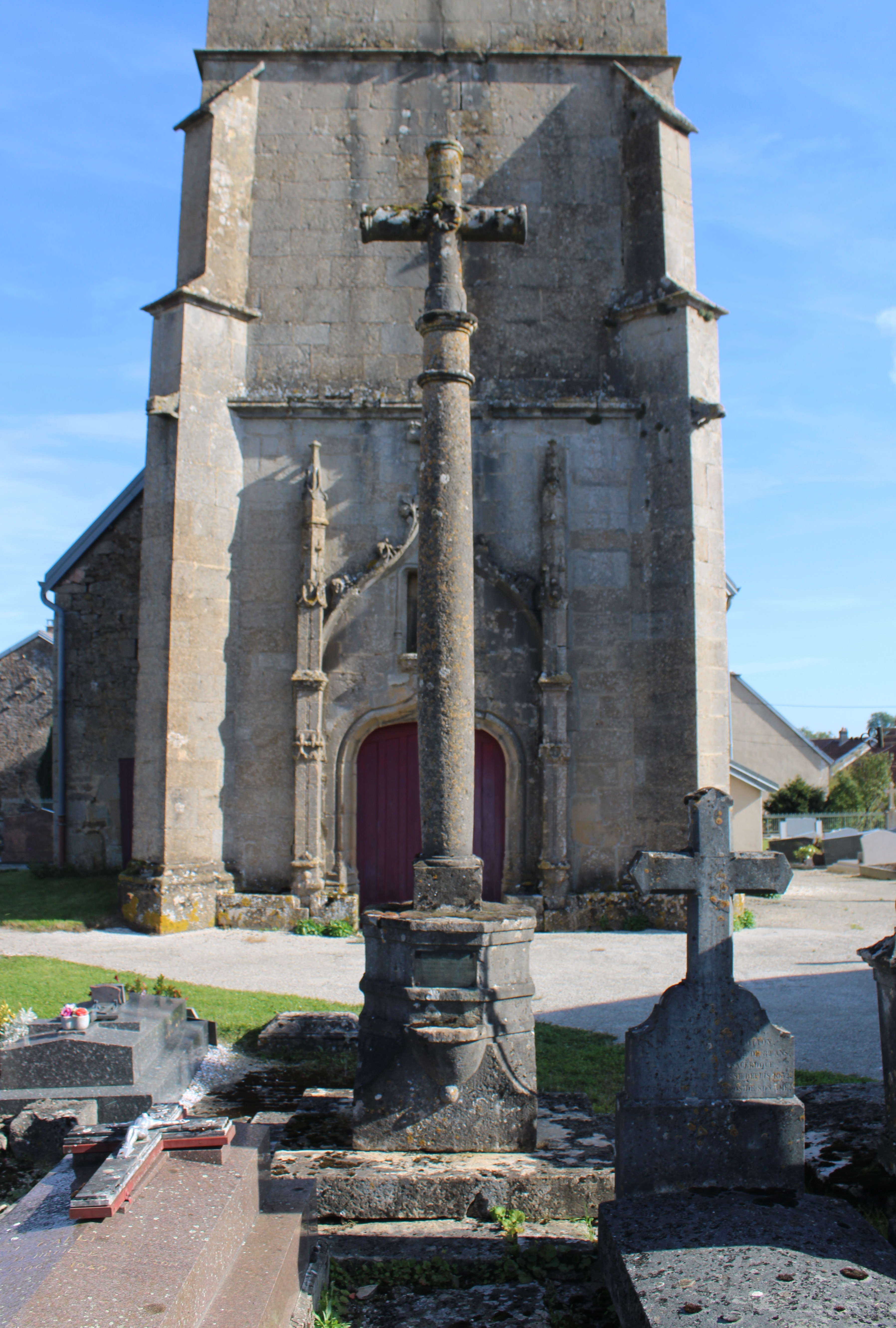
Le calvaire devant la façade de l'église.
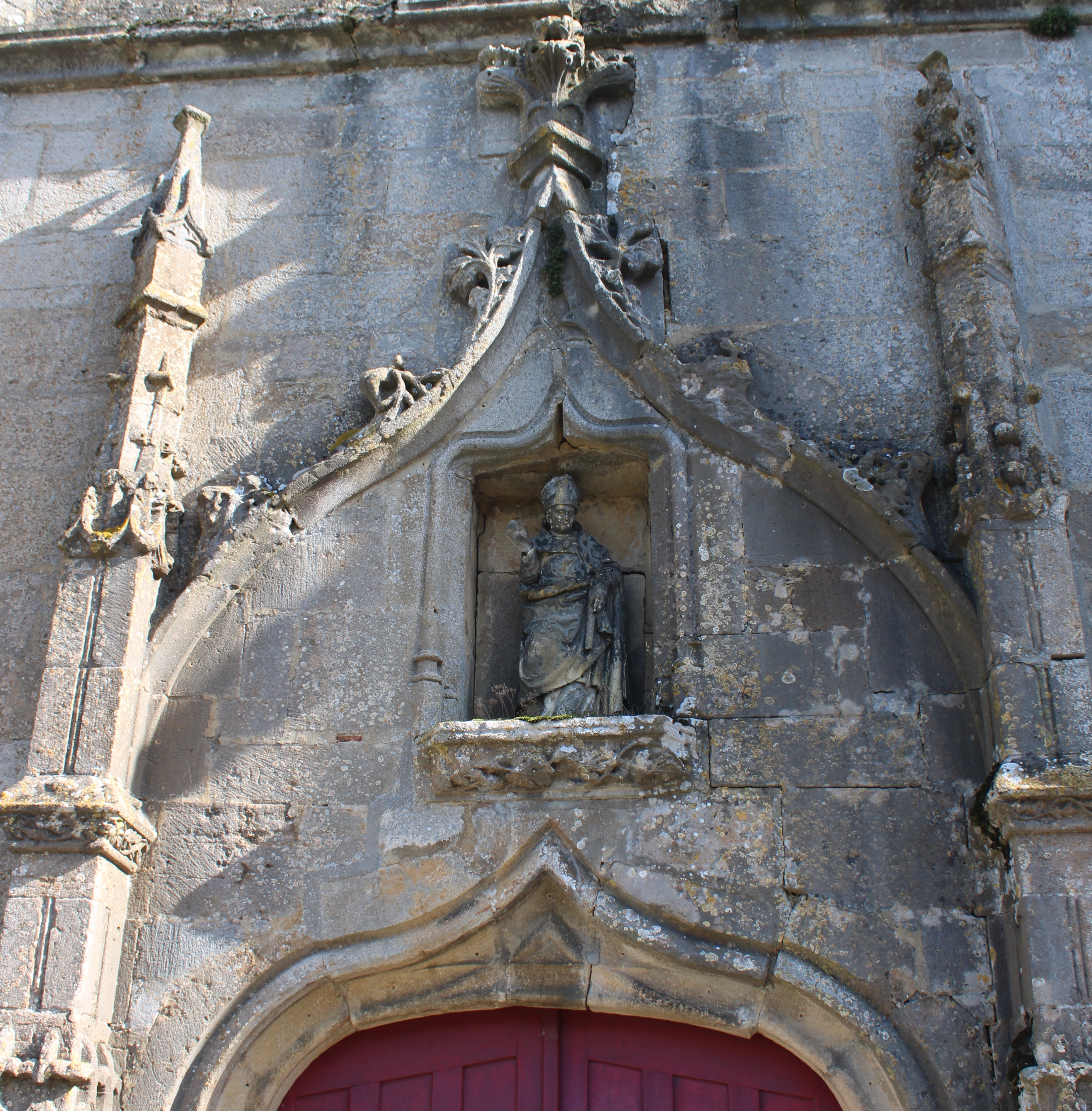
Détail du porche et la statue de Saint-Eloi.
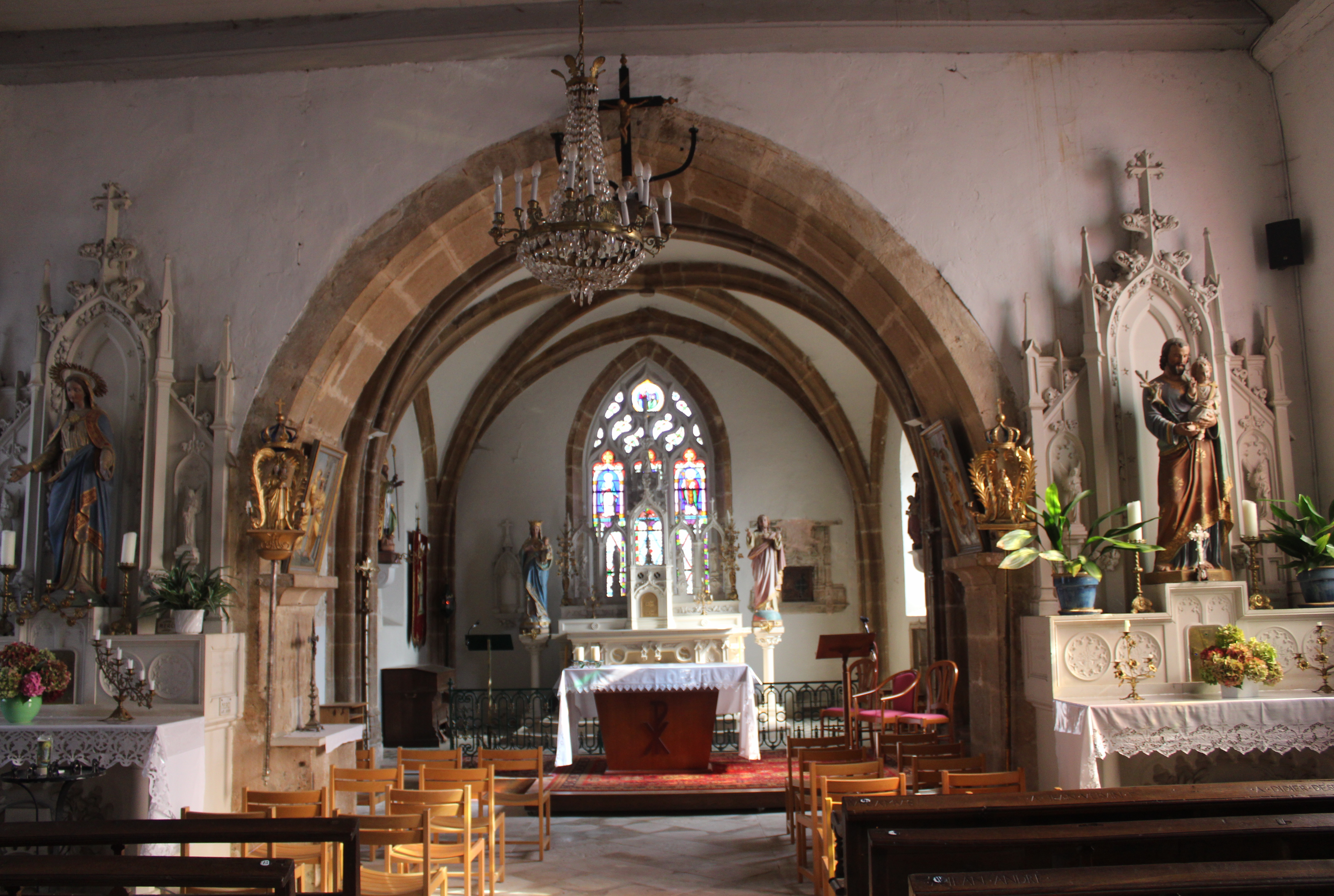
La nef de l'église.
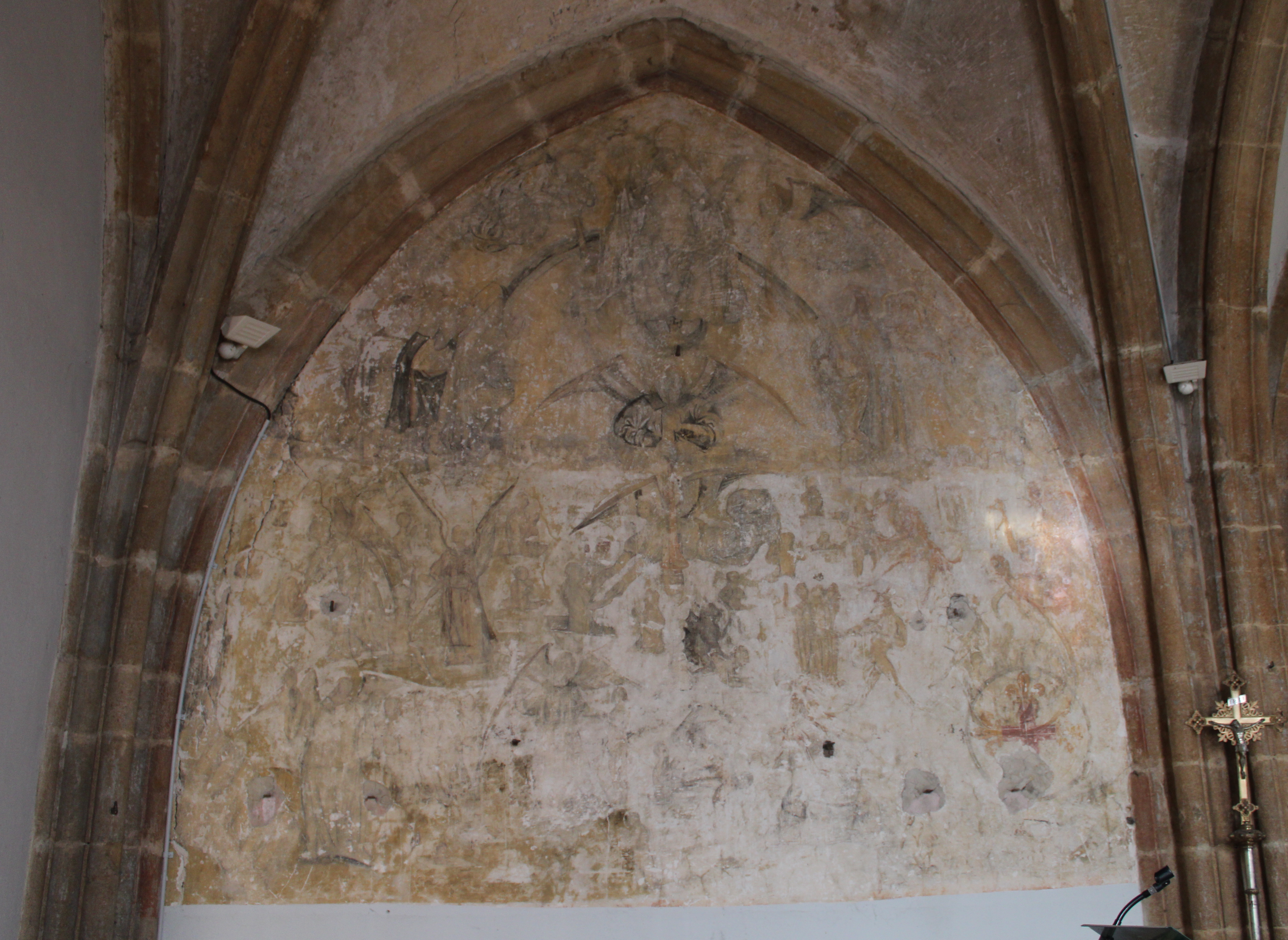
Vestiges de fresques anciennes dans l'église.

### Photographies, Lieux et monuments
À partir de 1897 et jusqu'à la Première Guerre mondiale, la carte postale a connu un essor considérable. Toute occasion était bonne pour faire découvrir son village, son lieu de vie à sa famille, à ses amis.
Ainsi chaque ville, village ou hameau a été immortalisé en nombres importants sur ces supports. Rien que pour Heuilley-Cotton, plus de 120 cartes postales sont répertoriées. Ce sont des témoignages d'une époque révolue.

galerie d'images
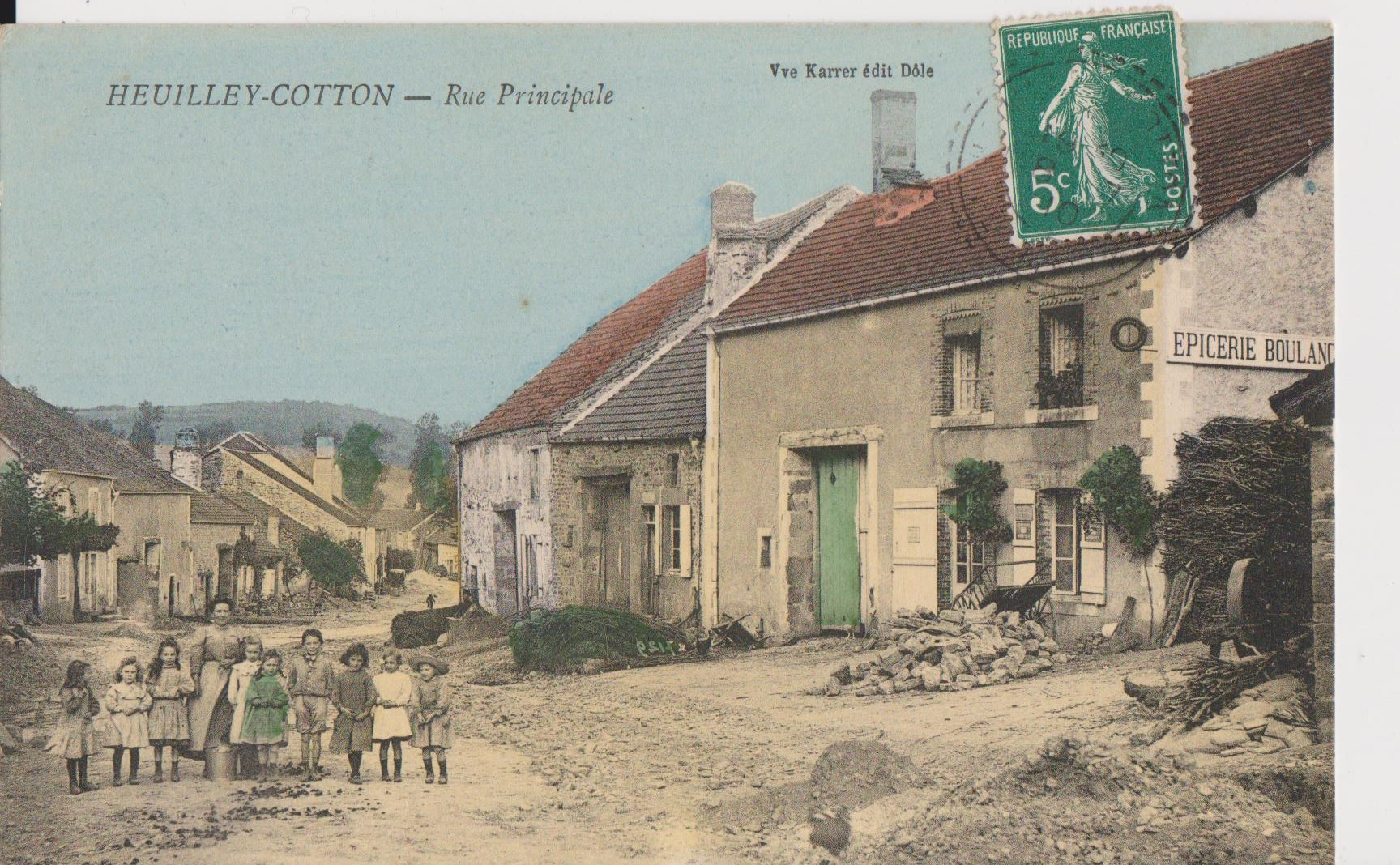
La rue principale.
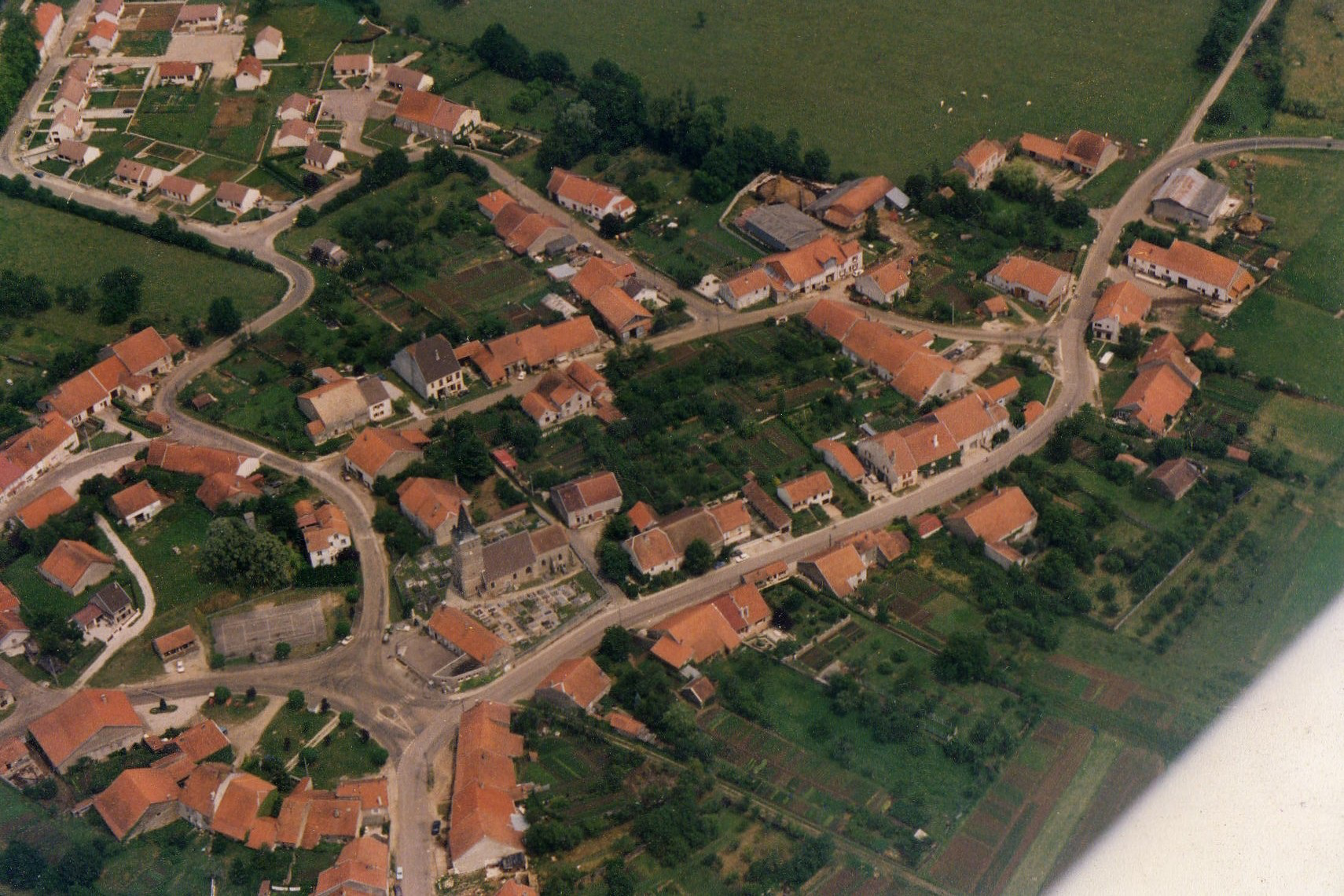
Heuilley-Cotton vu d'avion.
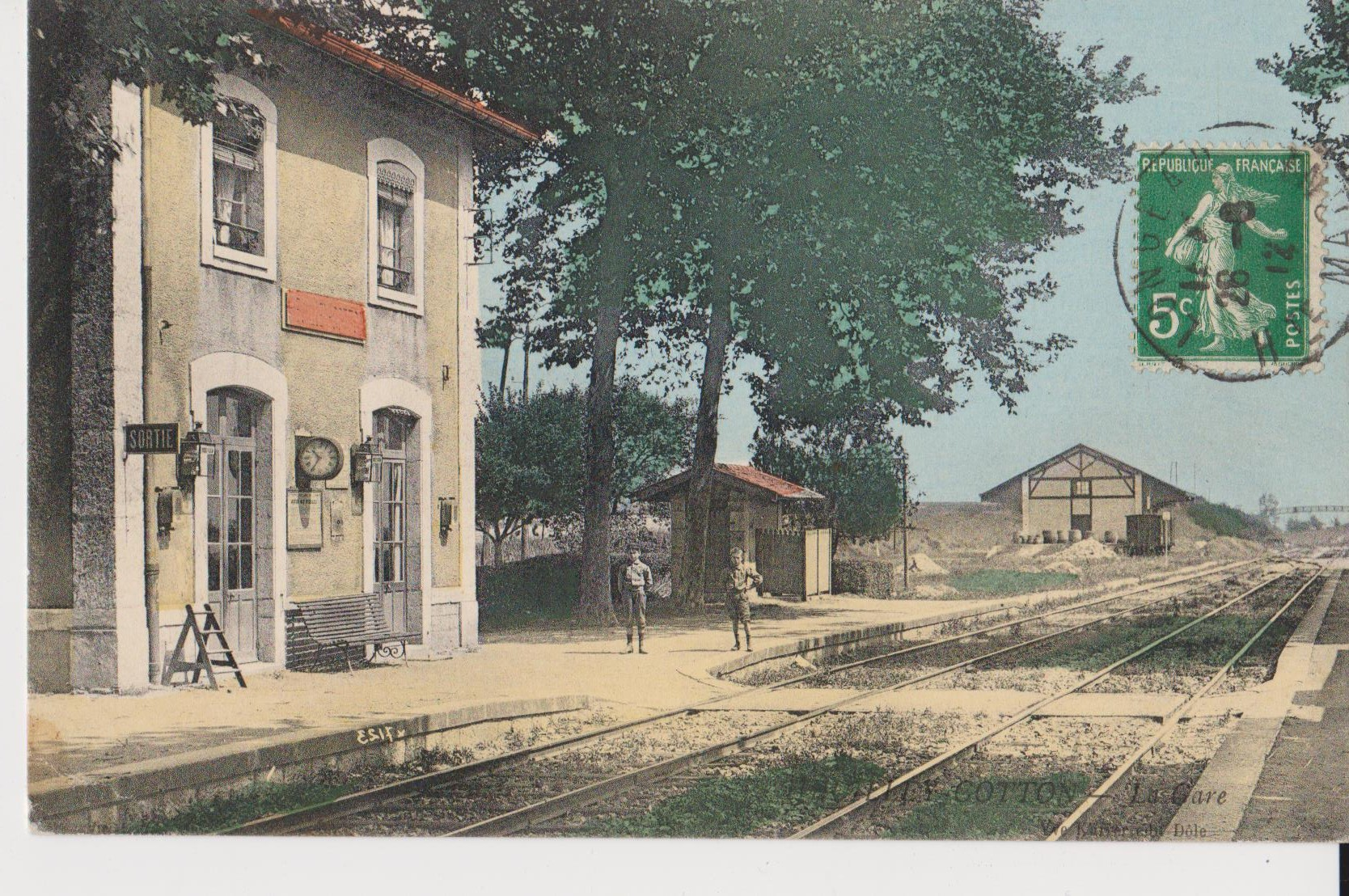
La gare.
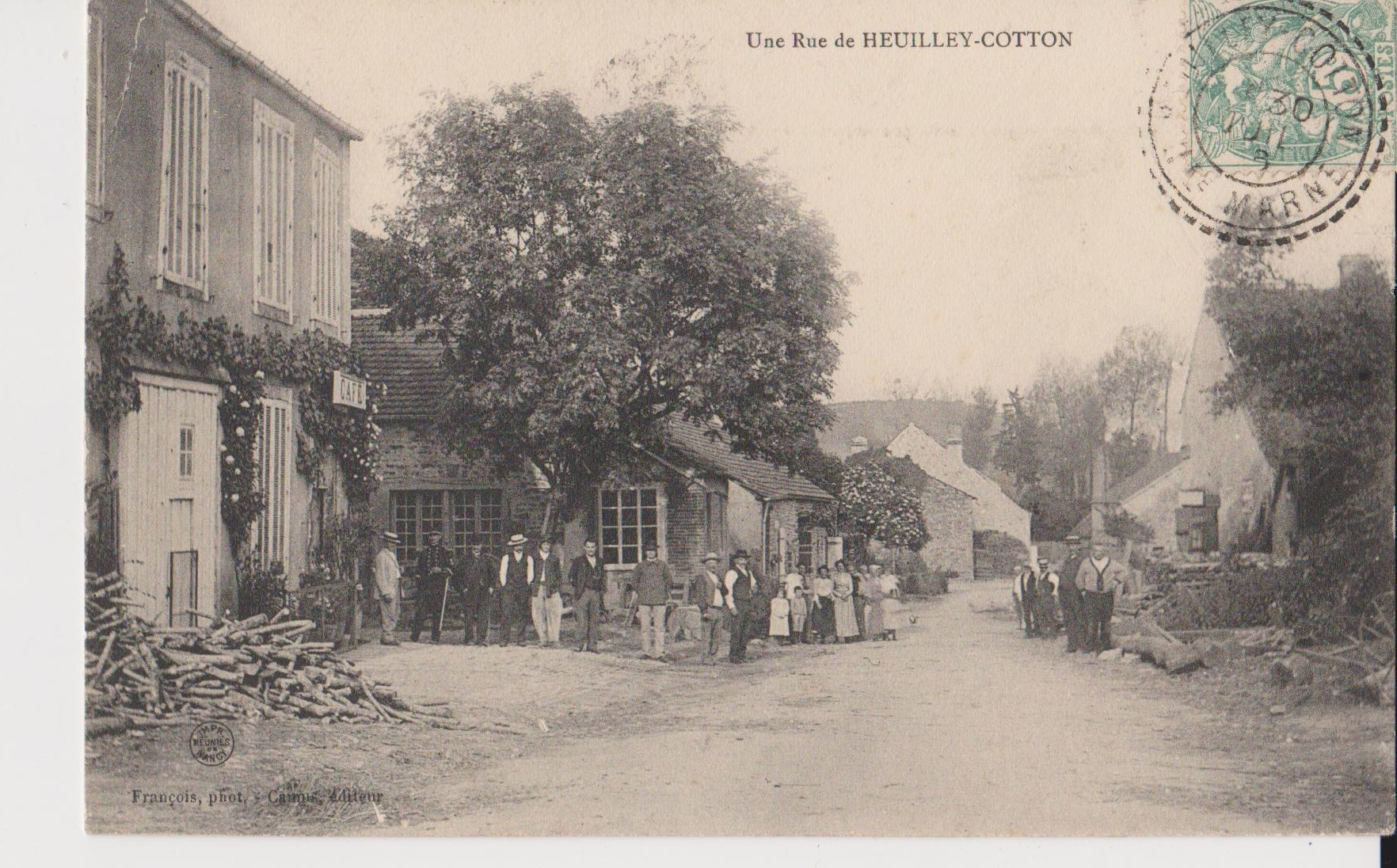
Une rue devant chez le maréchal ferrant.
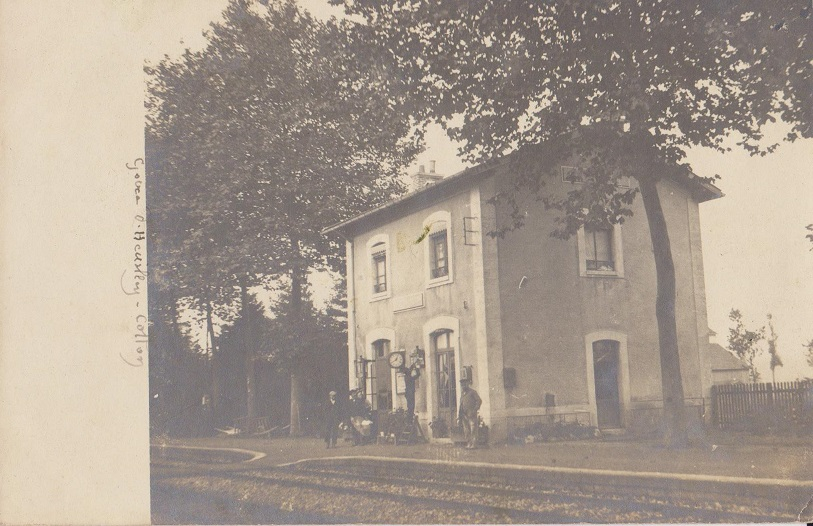
La gare.
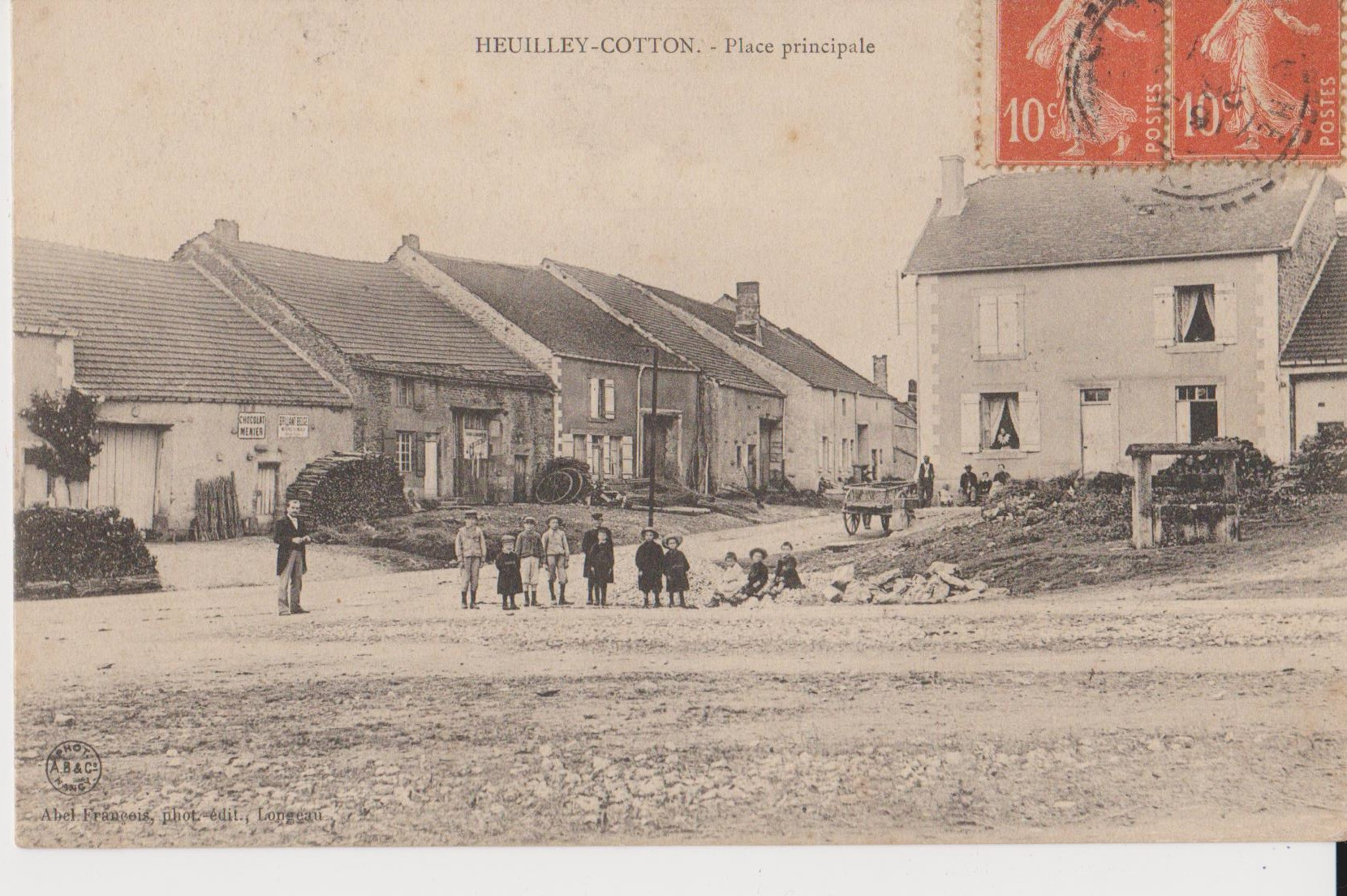
La place principale.

### Données particulières et anecdotes

#### Le chemin de fer, ligne de Langres à Dijon
La construction d'une ligne reliant Langres à Dijon par Is-sur-Tille fut projetée dès 1846, mais sa réalisation n'eut lieu qu'après la mise en exploitation des lignes Paris/Mulhouse et Saint-Dizier/Gray. Trois itinéraires avaient été proposés. Il fallait que le trajet entre Langres et Dijon fût le plus court possible et que le prix de revient fût le moins élevé possible. Ces trois trajets différent surtout par leurs tracés à l'approche de Langres :
1. Lux, Chazeuil, Le Pailly, Balesmes (construction d'un tunnel) : longueur 72,21 km.
2. Is-sur-Tille, Heuilley-Cotton, Noidant, Balesmes (construction d'un tunnel) : longueur 72,89 km
3. Is-sur-Tile, Heuilley-Cotton, Le Pailly et Chalindrey (tunnel de Culmont) : longueur 68,63 km.

Ces trois lignes devaient franchir par un tunnel, le seuil entre les bassins de la Marne et de la Saône. Mais la construction d'un tunnel dans les deux premiers cas élevait le prix de revient alors que dans le troisième projet on envisageait d'utiliser le tunnel déjà construit de Culmont. Ce projet par Is sur Tille, Heuilley-Cotton et Chalindrey fut définitivement adopté en 1862. Mais il fut remis en question en 1864 car pour répondre aux impératifs militaires, la ligne devait aboutir dans Langres même. Or rejoignant la ligne Paris Mulhouse avant le tunnel de Culmont, la ligne Dijon Langres devait nécessairement passer au pied de la ville.
Construite à partir de Dijon, cette ligne ne fut achevée qu'en 1875, retardée par la guerre de 1870/1871. En 1874, elle était partiellement en service entre Is-sur-Tille et Vaux-sous-Aubigny. Elle fut électrifiée en 1964/1965. Cette ligne est importante car elle assure la liaison directe entre la Lorraine, le nord-est, les pays frontaliers et le sud-est, l'Espagne et l'Italie.
Un silo à grains desservi par un embranchement particulier a été construit en 1938. Malheureusement, la concurrence routière allait porter un coup fatal à la pérennité des petites gares. Dès le début des années 1960, l'utilisation voyageur fut suspendue et la passerelle démolie en 1962. Le trafic des marchandises perdura jusqu'en avril 1976. La gare étant devenue vétuste et exigeant trop d'entretien, elle fut démolie en 1990. Le linteau de pierre gravé avec le nom de la station qui se trouvait sur le bâtiment abattu, trône désormais sur la place du village, témoin lapidaire et muet d'une époque révolue.

#### Canal de la Marne à la Saône
|  |  |

Au XVIIIe siècle, les maîtres de forge, établis dans la vallée de la Marne, recherchant la possibilité d'expédier aux meilleurs coûts leur production, eurent l'idée de rendre la rivière Marne navigable à l'amont de Saint-Dizier puisqu'elle l'était déjà en aval. La construction du canal de la Marne à la Saône fut réalisée en quatre temps. Le premier tronçon, de Vitry-le-François à Chamouilley fut donc entrepris en 1863 et mis en service en 1866. La poursuite est alors réclamée pour desservir le bassin métallurgique situé au sud.
En 1870, les 72 km de canal de la Haute-Marne sont construits et permettent de rejoindre Donjeux. Il reste à réaliser les 152 km les plus difficiles et les plus coûteux pour que le canal de la Marne à la Saône devienne une réalité. Les travaux pour atteindre le bief de partage de Balesmes, au sud de Langres, sont lancés en 1879 et en 1895, le premier bateau à vapeur rejoint Heuilley-Cotton, terminus provisoire du canal imposé par l'insuffisance des moyens financiers dégagés par l'état.
En 1900, la chambre de commerce et d'industrie obtient de contracter un emprunt pour finir cet ouvrage et c'est en définitive le 1er février 1907 que l'achèvement des travaux rendit possible la circulation sur toute la longueur. Le remboursement de l'emprunt sera assuré par un droit de péage à percevoir pendant cinquante ans, sur le tronçon d'Heuilley-Cotton à Licey sur Vingeanne (soit 39 km). Ces droits étaient perçus à l'écluse no 1 pour les péniches se dirigeant vers la Saône.
Le canal de la Marne à la Saône, d'une longueur de 224 km traverse cinq départements (Marne, Meuse, Haute-Marne, Haute-Saône et Côte-d'or). Le canal est à bief de partage d'une longueur de 10 km situé sur le plateau de Langres, qu'il franchit par un tunnel de 4,820 km. Ce dernier délimite :
- Le versant Marne, d'une longueur de 152,420 km et compte 71 écluses rachetant une dénivellation de 239 m.
- Le versant Saône de 61,328 km de long qui comprend 43 écluses pour une dénivellation de 156 m.

L'alimentation du canal est assurée à partir de quatre réservoirs tous situés dans la région de Langres :
- Réservoir de la Liez, 15 300 000 mètres cubes de capacité,
- Réservoir de la Mouche, 7 700 000 mètres cubes de capacité,
- Réservoir de Charmes, 9 300 000 mètres cubes de capacité,
- Réservoir de la Vingeanne, 8 100 000 mètres cubes de capacité, et est complétée, sur son parcours, par les apports des rivières de la Marne et de la Vingeanne, au moyen de prises d'eau aménagées à cet effet.

#### 1931: Crash d'un avion sur Heuilley-Cotton
En ce dimanche de septembre 1931, jour de la fête patronale à Cohons, Arthur Thirion avait invité à sa table quelques amis de l'Aéro-club de Haute-Marne, quand, au début de l'après-midi, arrive hors d'haleine et complètement affolé, un homme qui hurle : « Un avion vient de s'écraser sur votre maison à Heuilley-Cotton ». Le premier moment de stupeur passé, chacun saute dans sa voiture et fonce vers les lieux de l'accident. Effectivement, sur la place, face à l'église, un avion est planté dans la toiture d'une ferme et seule, la queue de l'appareil émerge de la brèche creusée au milieu des tuiles.
Le pilote, penaud, est descendu avec précaution et, sans perdre une minute, Arthur Thirion le transporte vers l'hôpital de Langres. Fort heureusement, il n'est atteint que de blessures superficielles et, seul son amour propre aura à souffrir vraiment de cette aventure. En réalité, l'avion n'est pas un de ceux appartenant à l'Aéro-Club, mais au centre d'entraînement civil de Dijon, centre auquel appartenait, comme plusieurs de ses collègues haut-marnais, le pilote de réserve G. et qui, à ce titre, étaient admis à faire chaque année, un certain nombre d'heures d'entraînement. Bien entendu, les consignes n'autorisaient pas les réservistes à s'écarter de l'aérodrome au-delà de limite strictement fixées, et Heuilley-Cotton se trouvait situé hors de la zone prescrite.
En dépit de ces instructions formelles, il avait déjà survolé au cours de la matinée, la commune de Noidant-Chatenoy, passant, avaient déclaré, les fidèles assistant à la messe, au niveau des vitraux de l'église. Fort de ces performances, il était revenu l'après-midi saluer ses amis d'Heuilley-Cotton qui se trouvaient réunis au café du village, situé derrière l'église. Effectuant des passages de plus en plus bas, le dernier lui fut fatal, puisque l'accrochage du coq surmontant le clocher le fit basculer puis, traversant la place, s'enfoncer dans la toiture de la ferme qui lui faisait face.
Cette démonstration, dont l'auteur n'avait pour but que d'épater la galerie, aurait pu se terminer par une catastrophe, compte tenu, d'une part, que quelques minutes avant ce bouquet final, c'était la sortie de Vêpres et de nombreuses personnes se trouvaient sur le parvis de l'église. D'autre part, qu'un incendie, le plus souvent inévitable dans ce genre d'accident (l'essence traversant le fourrage entreposé au grenier, s'écoulant lentement sur le sol de la grange) aurait pu entraîner la destruction de plusieurs bâtiments.
Un mystère plana longtemps sur la commune. Qu'était devenu le coq ?... Malgré les recherches, il était introuvable. Plus tard, bien plus tard, il fut enfin retrouvé, mais où et dans quelles circonstances ?

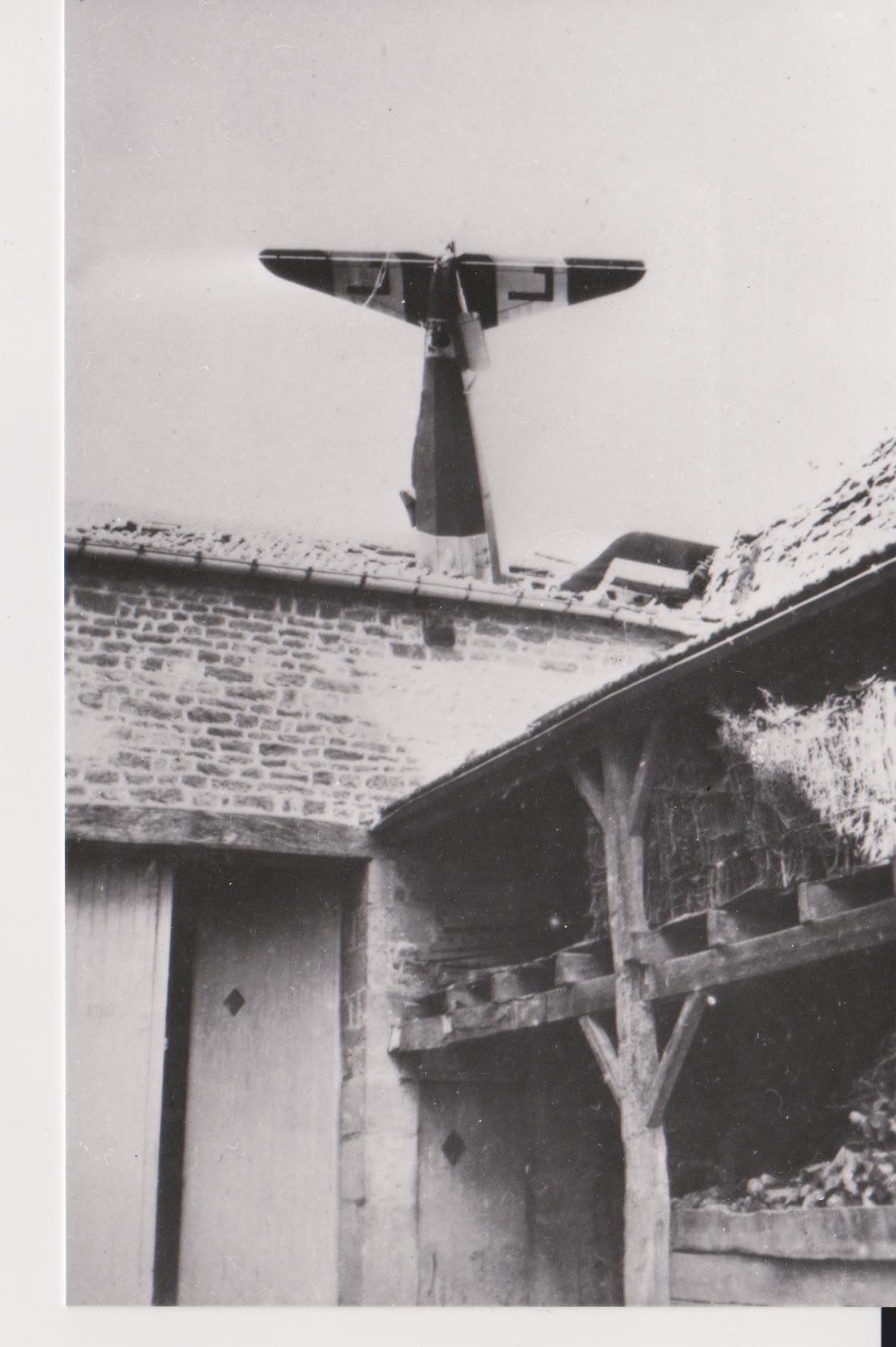
Chute de l'avion
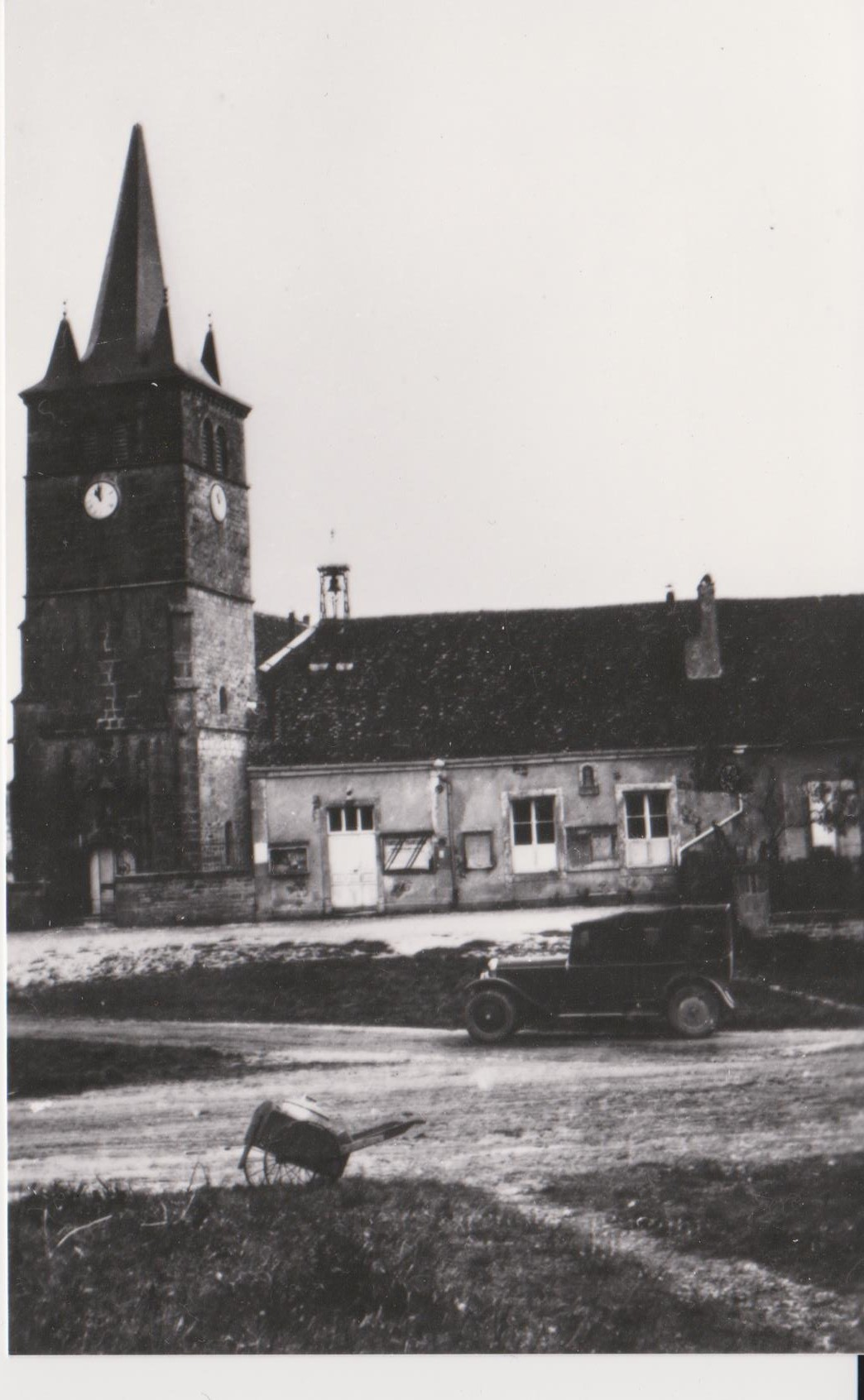
Le coq de l'église a été décapité par l'avion
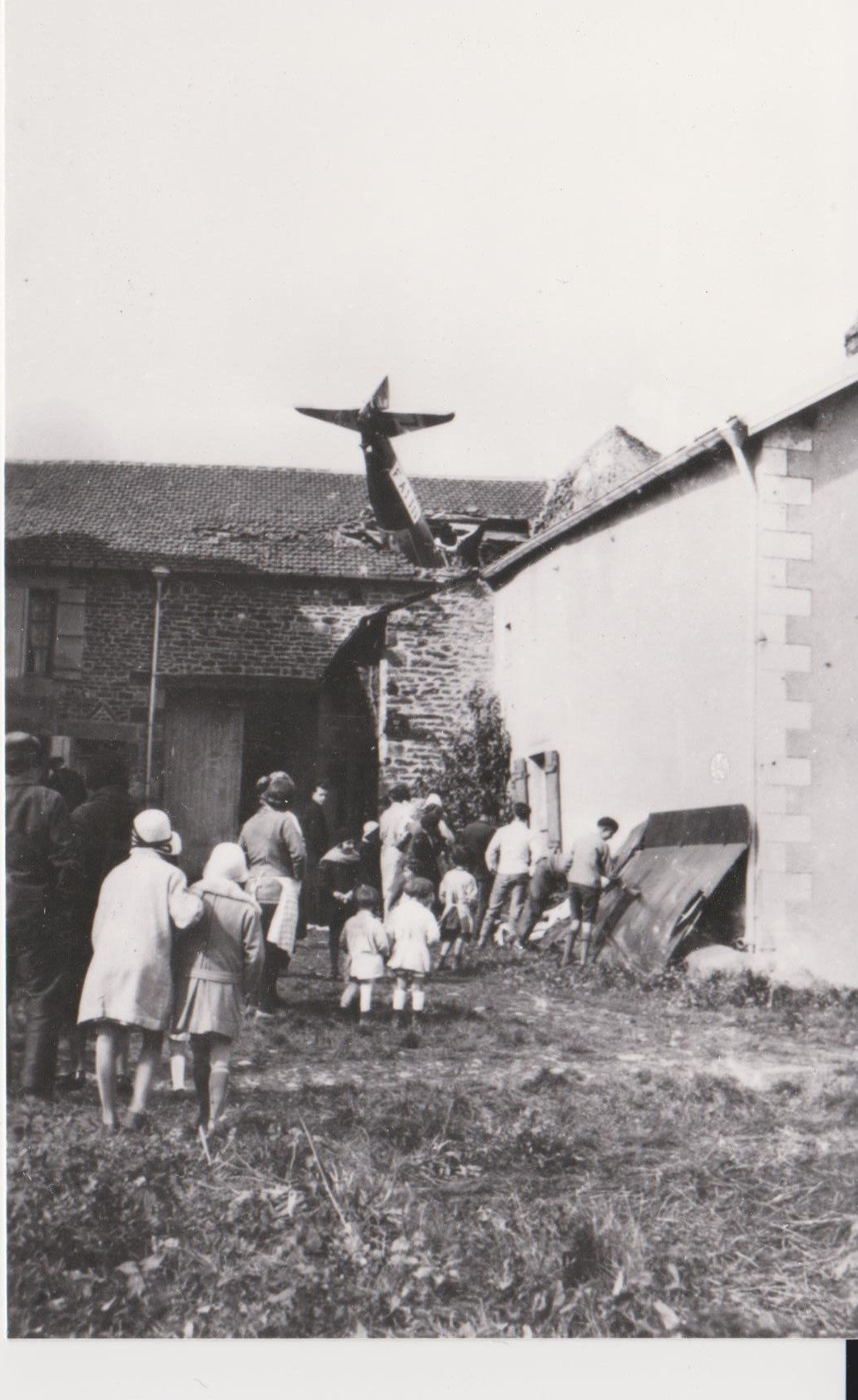
Personnes observant l'avion

#### Le massacre

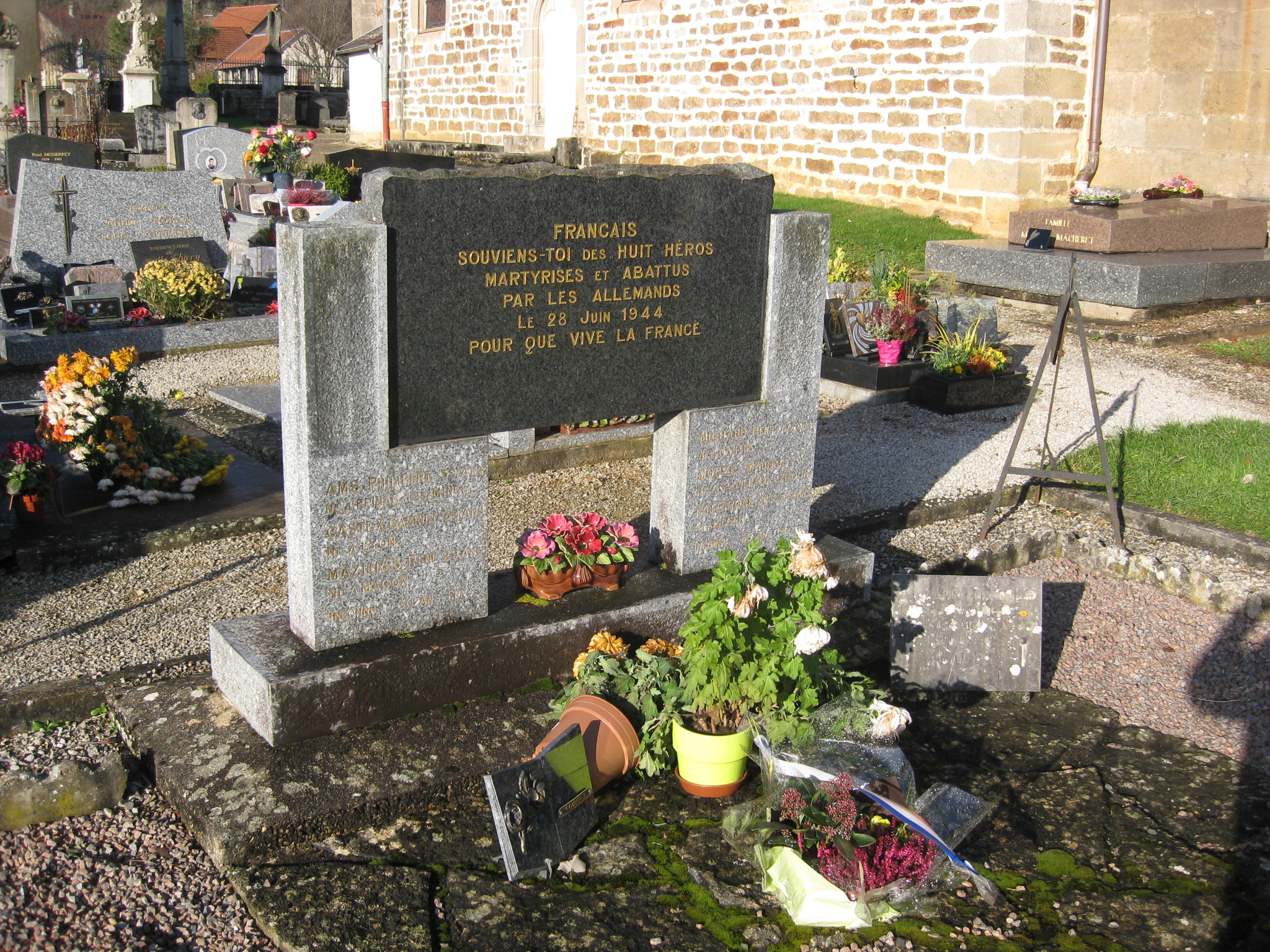
La stèle commémorative.

Le 28 juin 1944, un massacre a été commis sur le territoire de la commune. Ce jour-là, huit français faisant partie d'un convoi de déportés pour Buchenwald ont été sauvagement abattus sur le bord de la voie ferrée Dijon-Chalindrey, à la suite d'une tentative d'évasion. Ils ont été enterrés le lendemain par les habitants du village après avoir été photographiés et décrits scrupuleusement.
Entre les jambes de chacun fut placée une bouteille, laquelle contenait une feuille de papier portant les renseignements qui pourraient éventuellement permettre une ultérieure identification.
Après l'armistice, six défunts ont été formellement identifiés, l'identification du septième est présumée mais non confirmée quant au huitième, il restera à tout jamais dans l'anonymat d'une tombe lingonne, un disparu pour les siens et pour les gens de son pays. Il s'agit d'un homme d'un âge approximatif de trente ans, très petit : 1,54 mètre. Il a les cheveux noirs, crépus, une barbe rousse, le teint basané, le nez fortement convexe et long. Il porte une chemise bleue, un chandail kaki, un pantalon de drap kaki, retenu par une ceinture de cuir de un centimètre et demi de large, des chaussettes grises, des souliers de cuir montants.
Le 28 juin 1969, à l'initiative de diverses associations d'anciens combattants et victimes de guerre de la région, a été inauguré un nouveau monument dédié à la mémoire de ces martyrs.

#### La Libération

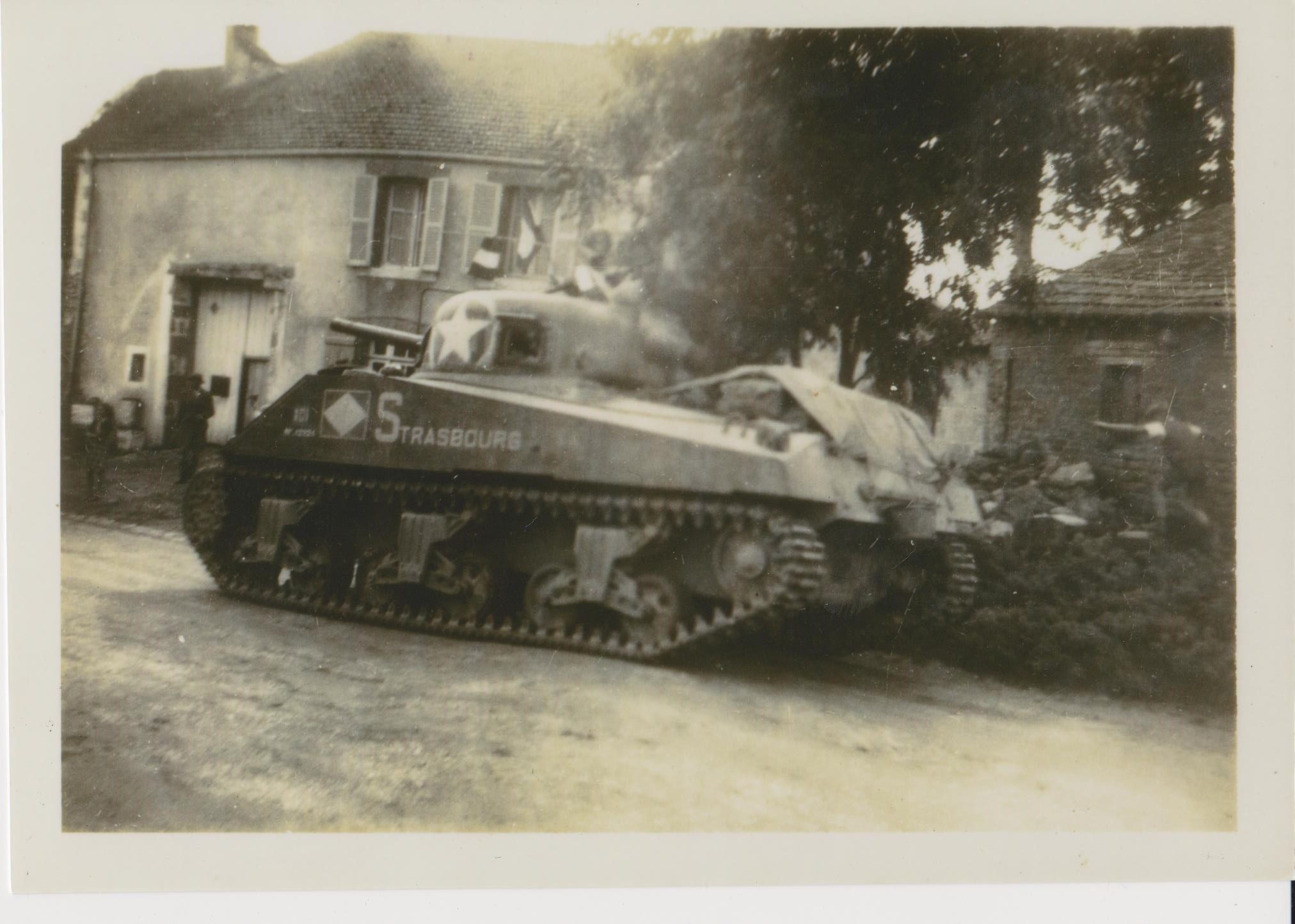
La libération le 13 septembre 1944

Le 13 septembre 1944, soit plus de trois mois après le débarquement en Normandie, Heuilley-Cotton est libérée.
La rue de la cure a été débaptisée et s'appelle la rue du 13 septembre, la rue de la ruelle se nomme désormais rue de la libération et la place du village, place de la libération.